# 梅沢孫太郎

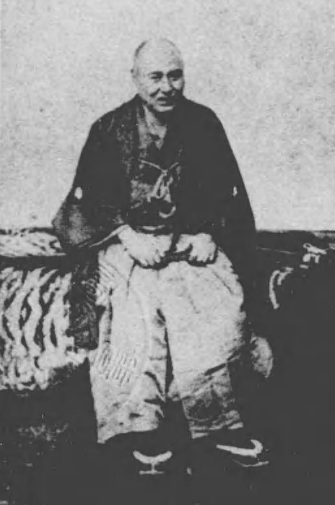
梅沢孫太郎

梅沢 孫太郎（うめざわ まごたろう、文化14年1月9日〈1817年2月24日〉 - 明治14年〈1881年〉5月20日）は、幕末期の水戸藩士、一橋徳川家家臣。徳川慶喜の側近。本姓は国友。諱は亮、のち守義。

## 生涯

### 水戸藩士時代
文化14年（1817年）正月9日、水戸藩士国友尚之（吉兵衛）の三男として誕生した。のちに先代の梅沢孫太郎の養子となる。
水戸藩士時代には、御従目付から大納戸奉行にまで昇進した。また当初は強い尊王攘夷派であった。
文久2年（1862年）、将軍後見職となった一橋慶喜に従い上京し、一橋家雇い、用人心得を経た。文久3年（1863年）、同郷の原市之進らとともに慶喜の側近として幕政を担う。

### 慶喜の側近として
元治元年（1864年）、慶喜の側用人であった平岡円四郎が暗殺される。同年慶喜が禁裏御守衛総督に就くと、孫太郎は正式に一橋家の家臣となる。慶応元年（1865年）の兵庫開港要求事件が尊王攘夷派から反感を買い、慶喜の側近らは奸臣と見なされた。慶応2年（1866年）8月20日、禄高百俵の両番格奥詰・目付に就任。12月2日には布衣を許された。同年、嫡男の梅沢信貞が水戸藩の内紛鎮圧に失敗した宍戸藩主松平頼徳に従っていたことを水戸諸生派に恨まれ、のちに捕縛・吉田原で打首の憂き目にあっている。慶応3年（1867年）念入りな護衛の中、原市之進が暗殺される。孫太郎は老中板倉勝静らと難を逃れた。その後、慶喜が宿所を二条城へ移すと、孫太郎が留守居役をつとめる。このころ、側用人格大目付（応対役）に就任する。慶応4年1月5日（1868年1月29日）、朝廷の命を受けた議定・徳川慶勝に城を引き渡す。戊辰戦争の際は直接関与しなかったものの、高橋泥舟と共に須永伝蔵を使って仙台藩・二本松藩などへ謀略をはかろうとしていたが、未遂に終わっている。
なお、孫太郎の三男・梅沢敏が人見勝太郎率いる遊撃隊に従っており、庄内藩領の酒田で降伏している。

### 維新後
明治2年（1869年）10月、謹慎していた慶喜が静岡藩に移ると、これに従った。紺屋町の元代官屋敷へ移って、家扶として仕えた。明治3年（1870年）静岡藩主・徳川家達に仕え、藩の重鎮・大久保一翁と共に側用人を務めた。しかし慶喜への忠勤も忘れず、慶喜の狩猟用鉄砲の斡旋、指南をしていた。
以降は『家扶日記』からの記載である。
- 明治7年（1874年）7月2日、静寛院宮通行[14]の際、使いとして孫太郎が遣わされた。
- 明治8年（1875年）3月26日、慶喜の奥方の清水湊への随行に新村猛雄[15]と共に従う。
- 明治9年（1876年）6月30日、慶喜が安西方面へ鉄砲打ちに出掛けたとき孫太郎は四男・梅沢覚[16]と同行した。
- 同年10月4日にも清水湊へ奥方に随行。
- 明治10年（1877年）4月7日、慶喜の実母・吉子女王の来静以来、久能山・浅間神社参詣などへ慶喜の側室（新村信・中根幸）に随行している。
- 明治14年（1881年）に死去。享年65。長源院[17]（沓谷霊園）に葬られる[18]。情に厚い人物だったという。

## 梅沢孫太郎を演じた人物
- 中原丈雄 - 『徳川慶喜』（NHK大河ドラマ）

## 参考資料
- 徳川慶喜『昔夢会筆記―徳川慶喜公回想談―』（平凡社 、1966年10月1日)
- 松浦玲『徳川慶喜―将軍家の明治維新―増補版』（中央公論新社、1997年07月）
- 前田匡一郎『駿遠に移住した徳川家臣団 1‐5編』（羽衣出版、 ）
- 山崎有信『彰義隊戦史』（隆文館、1910年）
- 樋口雄彦「箱館戦争降伏人と静岡藩」（『国立歴史民俗博物館研究報告』109号、 2004年3月）